# Martinkai-legelő
Martinkai-legelő este o arie protejată (arie specială de conservare — SAC, sit de importanță comunitară — SCI) din Ungaria întinsă pe o suprafață de 368,26 ha, integral pe uscat.

## Localizare
Centrul sitului Martinkai-legelő este situat la coordonatele 47°34′40″N 21°47′13″E / 47.577778°N 21.786944°E.

## Înființare
Situl Martinkai-legelő a fost declarat sit de importanță comunitară în mai 2004 pentru a proteja 2 specii de plante și 6 specii de animale. Situl a fost protejat și ca arie specială de conservare în februarie 2010.

## Biodiversitate
Situată în ecoregiunea panonică, aria protejată conține 4 habitate naturale: Fânețe de joasă altitudine (Alopecurus pratensis, Sanguisorba officinalis), Stepe panonice nisipoase, Mlaștini alcaline, Păduri aluvionare cu Alnus glutinosa și Fraxinus excelsior (Alno-Padion, Alnion incanae, Salicion albae).
La baza desemnării sitului se află mai multe specii protejate:
- plante (2): Cirsium brachycephalum, Pulsatilla pratensis subsp. hungarica
- amfibieni (2): buhai de baltă cu burta roșie (Bombina bombina), triton cu creastă dobrogean (Triturus dobrogicus)
- mamifere (1): popândău (Spermophilus citellus)
- nevertebrate (2): Arytrura musculus, fluturele purpuriu (Lycaena dispar)
- reptile (1): țestoasa de baltă (Emys orbicularis)

Pe lângă speciile protejate, pe teritoriul sitului au mai fost identificate 4 specii de plante, 1 specie de păsări, 3 specii de amfibieni, 2 specii de nevertebrate, 1 specie de reptile.